# Seznam letalskih asov arabsko-izraelskih vojn
Seznam letalskih asov arabsko-izraelskih vojn je urejen po državah udeleženkah.

## Seznam
- seznam izraelskih letalskih asov arabsko-izraelskih vojn
- seznam egiptovskih letalskih asov arabsko-izraelskih vojn
- seznam sirskih letalskih asov arabsko-izraelskih vojn